# Аламоса (Колорадо)
Аламоса (англ. Alamosa) — місто (англ. city) в США, в окрузі Аламоса штату Колорадо. Населення — 9806 осіб (2020).

## Географія
Аламоса розташована за координатами 37°28′9″ пн. ш. 105°52′35″ зх. д. / 37.46917° пн. ш. 105.87639° зх. д. (37.469237, -105.876357).  За даними Бюро перепису населення США в 2010 році місто мало площу 14,28 км², з яких 13,96 км² — суходіл та 0,32 км² — водойми. В 2017 році площа становила 19,60 км², з яких 19,27 км² — суходіл та 0,32 км² — водойми.

### Клімат
| Клімат : Аламоса        | Клімат : Аламоса | Клімат : Аламоса | Клімат : Аламоса | Клімат : Аламоса | Клімат : Аламоса | Клімат : Аламоса | Клімат : Аламоса | Клімат : Аламоса | Клімат : Аламоса | Клімат : Аламоса | Клімат : Аламоса | Клімат : Аламоса | Клімат : Аламоса |
| Показник                | Січ.             | Лют.             | Бер.             | Квіт.            | Трав.            | Черв.            | Лип.             | Серп.            | Вер.             | Жовт.            | Лист.            | Груд.            | Рік              |
| Абсолютний максимум, °C | 17,2             | 18,9             | 24,4             | 26,7             | 32,2             | 35,0             | 35,6             | 32,8             | 30,6             | 27,2             | 21,7             | 17,2             | 35,6             |
| Середній максимум, °C   | 1,3              | 4,4              | 10,1             | 15,2             | 20,6             | 25,9             | 27,9             | 26,4             | 22,8             | 16,5             | 8,3              | 1,8              | 15,1             |
| Середній мінімум, °C    | −18,7            | −14,6            | −8,4             | −4,2             | 0,8              | 4,8              | 8,3              | 7,7              | 2,7              | −4,2             | −11,1            | −17,5            | −4,5             |
| Абсолютний мінімум, °C  | −45,6            | −37,2            | −27,8            | −21,1            | −11,7            | −5               | −1,1             | −1,7             | −9,4             | −22,8            | −34,4            | −41,1            | −45,6            |
| Норма опадів, мм        | 7                | 7                | 13               | 15               | 15               | 12               | 25               | 32               | 23               | 17               | 11               | 9                | 186              |
| Днів з опадами          | 3,5              | 3,9              | 5,4              | 5,2              | 5,6              | 5,1              | 8,1              | 10,0             | 6,8              | 4,7              | 3,9              | 4,5              | 66,7             |
| Днів зі снігом          | 3,6              | 3,6              | 4,2              | 2,5              | 0,9              | 0                | 0                | 0                | 0                | 1,1              | 2,8              | 4,2              | 22,9             |
| ----------------------- | ---------------- | ---------------- | ---------------- | ---------------- | ---------------- | ---------------- | ---------------- | ---------------- | ---------------- | ---------------- | ---------------- | ---------------- | ---------------- |
| Джерело: NOAA           |                  |                  |                  |                  |                  |                  |                  |                  |                  |                  |                  |                  |                  |

## Демографія
Згідно з переписом 2010 року, у місті мешкало 8780 осіб у 3426 домогосподарствах у складі 1972 родин. Густота населення становила 615 осіб/км².  Було 3671 помешкання (257/км²).
Расовий склад населення:
| - 69,8 % — білих - 3,2 % — корінних американців - 1,7 % — чорних або афроамериканців - 1,2 % — азіатів - 0,1 % — вихідців з тихоокеанських островів - 19,0 % — осіб інших рас |

До двох чи більше рас належало 4,9 %. Частка іспаномовних становила 53,2 % від усіх жителів.
За віковим діапазоном населення розподілялося таким чином: 24,2 % — особи молодші 18 років, 65,4 % — особи у віці 18—64 років, 10,4 % — особи у віці 65 років та старші. Медіана віку мешканця становила 28,8 року. На 100 осіб жіночої статі у місті припадало 96,9 чоловіків;  на 100 жінок у віці від 18 років та старших — 95,6 чоловіків також старших 18 років.
Середній дохід на одне домашнє господарство  становив 47 969 доларів США (медіана — 27 850), а середній дохід на одну сім'ю — 64 256 доларів (медіана — 45 179). Медіана доходів становила 48 339 доларів для чоловіків та 34 467 доларів для жінок. За межею бідності перебувало 35,1 % осіб, у тому числі 40,3 % дітей у віці до 18 років та 20,9 % осіб у віці 65 років та старших.
Цивільне працевлаштоване населення становило 3614 особи. Основні галузі зайнятості: освіта, охорона здоров'я та соціальна допомога — 44,0 %, мистецтво, розваги та відпочинок — 13,6 %, роздрібна торгівля — 11,0 %.